# 勇者系列 (漫画)
《勇者系列》是台灣漫画家黃色書刊創作的四格漫画。2016年於個人臉書專頁开始連載，作品内容在勇者、魔族、村民的人物設定中反諷社會、暗喻人性，藉由圖文諷刺時事與社會現象。

## 登場人物
主角勇者→賢者
配音員：曾允凡
哥布林
配音員：高芸鑠
史萊姆
配音員：蔣慶妍
兔女
配音員：蔣篤慧（第一季） / 曾允凡（第二季）
劍聖勇者
配音員：蔣慶妍
巨星勇者
配音員：孟慶府
公平勇者
配音員：黃柏瑋
老國王
配音員：馬國堯
炎魔
配音員：陳彥鈞
龍女
配音員：孫可芳
屠龍勇者
配音員：鈕凱暘
青龍
配音員：許淑嬪
水妖
配音員：鄧瑋德
黑勇者
配音員：陳幼文
忠誠勇者（動畫原創）
配音員：廖國均
病魔
配音員：曾允凡
首席勇者
配音員：吳慷仁（第一季） / 李國毅（第二季）
慾望女王
配音員：穆宣名
絕望勇者
配音員：林凱羚
神秘魔族
配音員：黃子佼
第一勇者
配音員：劉冠廷
魔王
配音員：傅品晟
赤龍
配音員：孫誠
抱歉勇者
配音員：劉冠廷
墮落狂魔
配音員：馬國堯
孤獨大將軍
配音員：于正昇
圖書館魔女
配音員：陳貞伃
嗜血魔王
配音員：李世揚
正統勇者
配音員：張敦喻
穿心勇者
配音員：邵芷耘

## 出版書籍
| 卷數   | 副標題           | 時報出版       | 時報出版               | 收錄篇章                                                                                         |
| 卷數   | 副標題           | 發售日期       | ISBN                   | 收錄篇章                                                                                         |
| ------ | ---------------- | -------------- | ---------------------- | ------------------------------------------------------------------------------------------------ |
| 第一集 | 勇者與魔族四天王 | 2019年5月21日  | ISBN 978-957-137-798-8 | 第一章 勇者們 第二章 魔族四天王 序章 一個魔族的故事                                              |
| 第二集 | 屠龍勇者與龍族   | 2021年4月20日  | ISBN 978-957-138-726-0 | 第三章 龍族之戰 第四章 正統勇者與他的徒弟 第五章 龍族的過去 番外篇 惡龍們                        |
| 第三集 | 墮落狂魔與炎魔   | 2022年10月25日 | ISBN 978-626-335-824-9 | 第六章 炎魔離開了 第七章 和平城 第八章 墮落狂魔來襲                                              |
| 第四集 | 牛牛煙與笑笑鬼   | 2023年4月25日  | ISBN 978-626-353-550-3 | 第九章 新魔族四天王爭霸戰 第十章 惡鬼一族 第十一章 （上）魔族狩獵場 番外篇 魔族狩獵場生存指南    |
| 第五集 | 魔王與絕望勇者   | 2024年5月21日  | ISBN 978-626-396-135-7 | 第十一章（下）魔族狩獵場 第十二章 絕望的新世界 第十三章 獨眼巨人族之戰 番外篇 這一家人           |
| 第六集 | 聖女與「那個」   | 2025年8月19日  |                        | 第十三章 獨眼巨人族之戰·續篇 第十四章 兩千多年以前 番外篇 吟遊詩人創作精選輯《對抗那個的勇者們》 |

## 動畫
其改编动画《勇者動畫系列》，由公共電視出品、大貓工作室製作。主题曲〈魔王與勇者〉由五月天阿信擔任音樂統籌，與蕭敬騰、旺福、美秀集團、茄子蛋一同合作。
本作品同時列為台灣公視於2021年推出的「動畫元年三部曲」之一，因嚴重特殊傳染性肺炎（COVID-19）於國內本土疫情影響，原定2021年6月13日於公視首播，後更改首播日期至7月4日，於每週日22:00-23:00播出，一次播出兩集。另外在8月1日MyVideo，9月1日LINE TV全套上架，9月1日Netflix將在全球超過190個國家上架。
該系列的第二季「狂魔派對」後於2025年8月23日起播映。

### 製作人員
- 監製：於蓓華
- 協同監製：林瓊芬
- 製作經理：翁靖雯
- 製作協調：李敏賢、羅嵩博、林貞吟
- 協同製作人：陳威帆、吳至正
- 製作人：王尉修
- 導演、編劇：楊子霆
- 分鏡：潘瑩、李岱虹
- 剪輯：楊子霆
- 美術指導：陳威元
- 角色設計：陳威元、謝欣樺
- 色彩指導：曾愛齡
- 音樂統籌：五月天阿信
- 執行音樂統籌：劉于遜
- 作曲家：張衞帆
- 編曲：張衞帆、松本在人
- 音效、混音：麋錄工作室
- 混音：高偉晏

### 各話列表
第一季
| 話數 | 標題                 |
| ---- | -------------------- |
| 1    | 不對！這不對！       |
| 2    | 我們在世人眼中……     |
| 3    | 還能有什麼選擇？     |
| 4    | 雖然你是一個廢物！   |
| 5    | 同一種人……           |
| 6    | 他現在是這個樣子耶！ |

第二季

### 獎項
| 年份   | 獲提名                 | 獎項                             | 結果 |
| ------ | ---------------------- | -------------------------------- | ---- |
| 2022年 | 《勇者動畫系列》       | 第57屆金鐘獎動畫節目獎           | 獲獎 |
| 2022年 | 高偉晏、張衞帆、林協忠 | 第57屆金鐘獎一般節目類聲音設計獎 | 提名 |

### 播出時間
| 頻道/影音 | 所在地 | 播出日期     | 播出時間          | 備註 |
| MyVideo   | 臺灣   | 2021年8月1日 | 每周日 22:00 更新 |      |
| LINE TV   | 臺灣   | 2021年9月1日 | 全套上架          |      |
| Netflix   | 臺灣   | 2021年9月1日 | 全套上架          |      |